# Rozalla
Rozalla Miller, nota semplicemente come Rozalla (Ndola, 18 marzo 1964), è una cantante zambiana.

## Biografia
Negli anni 80 si è esibita nei locali del suo Paese e del vicino Zimbabwe.
Desiderosa di affermarsi come cantante dance, si è trasferita in Gran Bretagna nel 1990, dove ha inciso nel 1991 il suo primo singolo di successo Faith (in the power of love) seguito nel 1992 daEverybody's Free (To Feel Good), diventato poi hit internazionale e pubblicando ,sempre nel 1992, il terzo singolo "Are You ready to fly" . La canzone Everybody' Free ha dato il titolo all'album d'esordio dell'artista, pubblicato nel 1992. Sempre in quell'anno Rozalla ha aperto le tappe del tour di Michael Jackson. In seguito ha inciso un paio di album sotto etichette indipendenti.
Tra gli altri suoi brani, è da ricordare il tema originale del film Carlito's Way.
Nel 2001, è stato realizzato Gitta vs. Rozalla, un suo duetto con Brigitte Nielsen, il cui esito non è stato quello sperato, mentre due anni dopo è uscito il singolo Live another life, che ha ottenuto un'accoglienza decisamente migliore. La cantante ha pubblicato nel 2009 quello che per ora è il suo ultimo album, Brand New Version.
Nel 2015, dopo anni di silenzio, Rozalla ha registrato un singolo, If You Say It Again, rivelatosi vincente: si è infatti piazzato nella Top 10 Billboard Club Dance Charts.

## Discografia

### Album
- 1991 Faith (in the power of love)
- 1992 Everybody's Free
- 1993 Everybody's Free-Style 1993 Remixed to Perfection
- 1995 Look No Further
- 1998 Coming Home
- 2003 Best Of
- 2004 Everybody's Free (Special Edition con DVD)
- 2009 Brand New Version

### Singoli
- 1990 Born To Luv Ya
- 1991 Faith (In the Power Of Love)
- 1991 Everybody's Free (To Feel Good)
- 1991 Faith (In the Power Of Love)
- 1992 Are You Ready to Fly
- 1992 Love Breakdown
- 1992 In 4 Choons Later
- 1993 Don't Play With Me
- 1994 I Love Music
- 1994 This Time I Found Love
- 1994 You Never Love The Same Way Twice
- 1995 Baby
- 1995 Losing My Religion
- 1996 Everybody's Free (To Feel Good)
- 1997 Coming Home
- 1998 Don't Go Lose It Baby
- 1998 Friday Night
- 1999 Everybody's Free (con Baz Luhrmann)
- 2000 Everybody's Free (con Richard Vission)
- 2002 Everybody's Free (con Aquagen)
- 2003 Live Another Life
- 2005 You Never Love The Same Way Twice (remix)
- 2005 Everybody's Free (remix, med DNF)
- 2015: If You Say It Again
- 2016: Breaking My Heart (con Allan Jay)
- 2017: Shadows of the Moon
- 2019: Turn on the Light